# Livre des Chansons
 (août 2020).

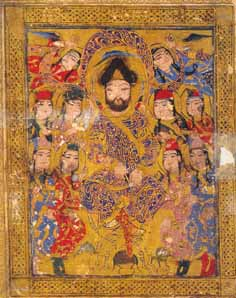
Frontispice d'un manuscrit du Livre des Chansons daté de 1218

Le Kitâb al-Aghânî, ou Livre des Chansons (en arabe : كتاب الأغاني), est une anthologie de chansons, de poèmes et de akhbâr compilée par Abu l-Faraj al-Isfahânî au Xe siècle. Lui-même affirme avoir mis cinquante ans à l'achever. Si le Livre des Chansons s'inscrit dans la tradition anthologique de la littérature d' adab, il y occupe une place particulière à la fois par sa taille monumentale (l'édition de 2004 occupe 10 000 pages en 25 volumes) et par le succès durable qu'il a rencontré auprès des littérateurs de l'époque classique.
En plus de 500 notices, récits ou histoires, le Livre des Chansons couvre trois siècles de poésie, de chants, de biographies et de musicologie : vie des poètes jâhilites et islamiques, usages à la cour, querelles littéraires, intimité des souverains, anecdotes historiques. Le livre se veut en principe le recueil des chants sélectionnés sur ordre du calife Hâroun al-Rachîd par les célèbres musiciens Ibrāhīm al-Mawṣilī, Ismāʿīl Ibn Jāmiʿ et Fulayḥ Ibn al-ʿAwrāʾ, et revus par Isḥāḳ, le fils d'Ibrāhīm al-Mawṣilī. Isfahânî précise en outre pour chaque chant les poètes qui composèrent les poèmes dont les paroles sont tirées, et les musiciens qui élaborèrent la mélodie. Ces informations sont accompagnées des biographies des poètes et des chanteurs, dépeignant ainsi une fresque monumentale illustrant la vie culturelle du VIe au IXe siècle dans le monde arabe. L'ouvrage est ainsi considéré comme une source importante par les historiens et les anthropologues.
De nombreuses anecdotes colportées par la littérature classique illustrent le succès que connut le Livre des Chansons dès l'époque de sa parution. Depuis Cordoue, Al-Hakam II aurait versé mille pièces d'or pour acquérir un exemplaire du livre avant-même sa publication dans l'Irak, tout comme l'émir d'Alep, Sayf al-Dawla. On raconte aussi que le vizir Ibn Abbad se faisait accompagner de trente chameaux chargés des œuvres qui composaient sa bibliothèque ; mais dès lors qu’il reçut le Livre des Chansons, il se contentait d’emporter ce livre avec lui car, disait-il, il lui tenait lieu de tous les autres.
Si l'on ne peut prendre à la lettre toutes ces anecdotes,, toujours est-il qu'elles donnent une idée de la place qu'acquit rapidement le livre d'Abu l-Faraj al-Isfahânî dans la littérature de son temps et des siècles suivants. Quatre siècles plus tard, Ibn Khaldoun s'exclame : « Voyez tout ce que renferme le Livre des Chansons de morceaux en vers et en prose : c'est véritablement le livre capital des Arabes. Il offre des détails circonstanciés sur la langue, l'histoire, les récits de combats, la religion, la vie du prophète, les anecdotes qui concernent les khalifes et les rois, la poésie, la musique, et enfin sur toute sorte de sujets. On ne saurait trouver un ouvrage plus complet et plus instructif. »

## Un monument de l'adab
« Dans [ce livre], [l'auteur] a relaté avec soin tous les faits qui concernent le poète ou le musicien, indiqué la circonstance qui a donné naissance au poème ou à l'air; le tout avec des détails suffisants et qui amènent naturellement la citation de la chanson, mais avec autant de brièveté que le sujet le comporte, et en évitant, autant que possible, une prolixité et un bavardage inutiles. Sous chaque article il a pris soin de rapporter des exemples parallèles, des traits analogues et des morceaux variés, dont la réunion pût offrir au lecteur une série non interrompue de détails instructifs, le mélange du sérieux et du badinage, des paroles mémorables et des faits historiques, des renseignements biographiques et des pièces de poésie, la relation des combats fameux chez les Arabes, leurs histoires les plus authentiques, la vie des rois du paganisme et des khalifes musulmans, enfin tout ce que les personnes bien élevées doivent se faire honneur de savoir, ce que les jeunes gens doivent étudier avec soin, et où les hommes faits eux-mêmes ne peuvent rougir d'aller chercher de l'instruction; car l'auteur a puisé tous les faits qui composent son recueil dans les histoires les meilleures, les plus véridiques, et dans les récits des personnages les plus instruits. »

— Al-Isfahânî - Extrait de la préface au Livre des Chansons.

## Sources
Parmi les sources importantes d'Isfahânî figurent notamment Ibn Bakkar, notable mecquois célèbre pour sa connaissance des généalogies et des récits sur l'Arabie préislamique, et Ibn Chabba, poète et transmetteur de hadith.

## Organisation et trame
L'ouvrage peut être divisé en trois parties : 
- la première est une sélection de chants rassemblée par le chanteur Ibrāhīm al-Maws̩ilī pour le calife abbasside al-Wāt̠iq;
- la deuxième est consacrée aux membres de la famille califale ayant composé des chansons;
- la troisième à un noyau de chansons sélectionnées par l'auteur.

L'essentiel du livre est donc formé par une alternance entre des vers chantés (nommés s̩awt, en arabe : صوت) et des informations sur l’origine des poésies dont ils sont extraits et la vie du poète qui les composées. La matière poétique et biographique l'emporte donc en volume sur les chansons qui donnent son titre et sa structure à l'ouvrage.

## Sommaire
Les sommaires et index du Livre des Chansons étant difficiles à trouver, presque toujours incomplets, ou peu rigoureux, il n'est pas inutile de le faire figurer dans cet article. Voici donc le sommaire du Livre des Chansons, basé sur l'édition de référence, celle de Dâr al-kutub. La pagination renvoie donc à cette édition.

### Tome I
| Pagination | Contenu                                                 |
| ---------- | ------------------------------------------------------- |
| 1          | Préface                                                 |
| 7          | Récit des Cent Chansons choisies                        |
| 12         | Notice sur Abû Qatîfa et sa généalogie                  |
| 36         | Mention de Maʿbad et quelques informations à son propos |
| 61         | Notice sur ʿUmar Ibn Abî Rabîʿa et sa généalogie        |
| 248        | Information sur Ibn Surayj et sa généalogie             |
| 324        | Mention de Nusayb et information à son propos           |
| 378        | Information sur Ibn Muhriz et sa généalogie             |
| 383        | Information sur al-ʿArjî et sa généalogie               |

### Tome II
| Pagination | Contenu                                                                                          |
| ---------- | ------------------------------------------------------------------------------------------------ |
| 1          | Information sur Majnûn des Banû ʿÂmir et sa généalogie                                           |
| 97         | Mention de ʿAdî Ibn Zayd, sa généalogie, son histoire et sa mort violente                        |
| 157        | Information sur Hutay'a, sa généalogie, et la raison pour laquelle il satirisa Zibriqân Ibn Badr |
| 203        | Information sur Ibn ʿÂ'isha et sa généalogie                                                     |
| 242        | Information sur Ibn Artâh et sa généalogie                                                       |
| 261        | Information sur Ibn Mayyâda et sa généalogie                                                     |
| 341        | Information sur Hunayn al-Hîrî et sa généalogie                                                  |
| 359        | Mention d'al-Gharîd et information à son propos                                                  |
| 404        | Information sur al-Hakam Ibn ʿAbdal                                                              |

### Tome III
| Pagination | Contenu                                                                          |
| ---------- | -------------------------------------------------------------------------------- |
| 1          | Mention de Qays Ibn al-Khatîm, information à propos de lui et de sa généalogie   |
| 27         | Mention de Tuways, et information à son propos                                   |
| 45         | Mention de Saʿîd al-Dârimî, information à propos de lui et de sa généalogie      |
| 52         | Information sur Hilâl et sa généalogie                                           |
| 73         | Information sur ʿUrwa Ibn al-Ward et sa généalogie                               |
| 89         | Mention de Dhû l-Isbaʿ al-ʿAdwânî et de sa généalogie                            |
| 110        | Mention de Qayl l'affranchi des ʿAbalât                                          |
| 116        | Information sur Gharîd le Juif                                                   |
| 119        | Mention de Waraqa Ibn Nawfal et de sa généalogie                                 |
| 123        | Mention de Zayd Ibn Amr et de sa généalogie                                      |
| 133        | Information sur Ibn Sâhib al-Wudû' et sa généalogie                              |
| 135        | Information sur Bashâr Ibn Burd et sa généalogie                                 |
| 251        | Information sur Yazîd Hawrâ'                                                     |
| 257        | Information sur ʿUkkâsha al-ʿAmmî et sa généalogie                               |
| 266        | Information sur Abd al-Rahîm « le Joueur de tambourin » et sa généalogie         |
| 270        | Information sur Hâdira et sa généalogie                                          |
| 276        | Information sur Ibn Misjah et sa généalogie                                      |
| 286        | Information sur Ibn al-Mawlâ et sa généalogie                                    |
| 303        | Information sur ʿAttarad et sa généalogie                                        |
| 311        | Information sur al-Hârith Ibn Khâlid al-Makhzûmî et sa généalogie                |
| 344        | Information sur al-Ajbar et sa généalogie                                        |
| 351        | Information sur Mûsâ Shahawât, sa généalogie, son histoire et celle de sa poésie |

### Tome IV
| Pagination | Contenu |
| ---------- | --- |
| 1          | Mention de Abû l-ʿAtâhiya, de sa généalogie, et information à son propos                                                                                     |
| 113        | Information sur Farîda |
| 120        | Mention d'Umayya Ibn Abî l-Salt, de sa généalogie, et information à son propos                                                                               |
| 134        | Information sur Hassân Ibn Thâbit et sa généalogie |
| 170        | Mention et récit de la Bataille de Badr |
| 217        | Généalogie de ʿAlas Dhî Jadan al-Himyarî et information à son propos                                                                                         |
| 219        | Information sur Tuways et sa généalogie |
| 224        | Mention d'al-Ahwas, information sur lui et sa généalogie |
| 269        | Mention de Dalâl et de ce qu'il lui arriva quand il fut castré, de ceux qui furent castrés avec lui, pour quelle raison, et autres informations à son propos |
| 302        | Mention de Turayh, information sur lui et sa généalogie |
| 321        | Mention d'Ibn Mishʿab al-Tâ'ifî et information à son propos                                                                                                  |
| 330        | Mention des informations sur Abû Saʿîd, l'affranchi de Fâ'id, et sa généalogie                                                                               |
| 343        | Mention des Omeyyades tués par Abû l-ʿAbbâs al-Saffâh |
| 356        | Mention de Humayd Ibn Thawr, de son origine et information à son propos                                                                                      |
| 359        | Information sur Fulayh Ibn Abî l-ʿAwrâ' |
| 367        | Mention d'Ibn Harma, information sur lui et sa généalogie |
| 398        | Mention des informations sur Yûnus le Secrétaire |
| 405        | Information sur Ibn Ruhayma |
| 408        | Information sur Ismaïl Ibn Yaʿsâr et sa généalogie |

### Tome V
| Pagination | Contenu |
| ---------- | --- |
| 1          | Mention de al-Nâbigha al-Jaʿdî, de sa généalogie, information à son propos et la raison pour laquelle il composa ce poème |
| 65         | Mention d'al-Hudhalî et information à son propos                                                                          |
| 73         | Mention de ʿUbaydallah Ibn Qays al-Ruqayyât, de sa généalogie, et information à son propos                                |
| 101        | Mention de Mâlik Ibn Abî l-Samh, information à propos de lui et de sa généalogie                                          |
| 154        | Généalogie d'Ibrahim al-Mawsili et informations à son propos                                                              |
| 268        | Informations à propos d'Ishaq Ibn Ibrahim                                                                                 |

### Tome VI
| Pagination | Contenu                                                                     |
| ---------- | --------------------------------------------------------------------------- |
| 1          | Information à propos d'al-Simma al-Qushayrî et sa généalogie                |
| 10         | Information à propos de Dâwûd Ibn Salm et sa généalogie                     |
| 21         | Information à propos de Dahmân et sa généalogie                             |
| 33         | Information sur al-Aʿshâ de Hamdân et sa généalogie                         |
| 63         | Information sur Ahmad al-Nasbî et sa généalogie                             |
| 70         | Information sur Hammâd le Transmetteur et sa généalogie                     |
| 96         | Information sur ʿAbâdil et sa généalogie                                    |
| 127        | Information sur al-Murakkish al-Akbar et sa généalogie                      |
| 142        | Récit de la bataille de Dûlâb                                               |
| 152        | Information sur Siyât et sa généalogie                                      |
| 161        | Mention de Nubayh et information à son propos                               |
| 164        | Information à propos de Sulaym                                              |
| 171        | Information à propos d'Ibn ʿAbbâd (le Secrétaire)                           |
| 173        | Information à propos de Yahya al-Makkî et sa généalogie                     |
| 190        | Information sur al-Numayrî et sa généalogie                                 |
| 209        | Information sur Waddâh al-Yaman et sa généalogie                            |
| 242        | Information sur Bashshâr et ʿAbda en particulier                            |
| 254        | Information à propos d'al-Ahwas et Oum Jaafar                               |
| 264        | Mention de Abû Dhu'ayb, information à propos de lui et de sa généalogie     |
| 280        | Mention d'al-Hakam al-Wâdî, information à propos de lui et de sa généalogie |
| 289        | Mention d'Ibn Jamîʿ, information à propos de lui et de sa généalogie        |
| 341        | Mention d'Abû Sufyân, information à propos de lui et de sa généalogie       |
| 357        | Mention du raid de Sawîq                                                    |